# Битка код Екнома
Битка код Екнома  је била поморска битка, која се одиграла 256. п. н. е. између Картагине и Римске републике. Та битка је била током Првог пунског рата. Према броју бродова и посаде то је била највећа античка поморска битка, а према неким дефиницијама је чак највећа поморска битка у историји.

## Увод
После битке код Агригента Римска република је саградила флоту да би угрозила поморску премоћ Картагине на западном Медитерану. Недостатак искуства Римљани надокнађују увођењем нове технике, корвуса. Неколико поморских победа Рима дигло је самопоуздање Риму и дало је инспирацију за инвазију картагињанских поседа у Африци.
Таква акција је захтевала огроман број бродова за превоз легија и опреме у Африку. Патролирање картагињанске флоте крај Сицилије повећавало је сложеност једног таквог подухвата. Да би се прошло крај картагињанских бродова у патроли нису се могли користити уобичајени транспортни бодови, него војни бродови, који су имали мање теретног простора.
Због тога је био потребан још већи број бродова. Рим зато гради 200 бродова. За команданте се постављају два конзула Марко Атилије Регул и Луције Манлије Вулсо Лонг. Картагињани шаљу усусрет римске флоте подједнако велику флоту под командом Ханона Великог и Хамилкара (није Хамилкар Барка)

## Битка

### Почетни распоред
Римска поморска тактика је битно унапређена. Римска флота је кренула крај сицилијанске обале у пуној борбеној формацији. Борбени бродови су се распоредили у 3 ескадриле. Ескадрила I и II су наступале у формацији клина, а били су под командом конзула. Већина транспортних бродова је била у средини иза те две ескадриле, а испред треће ескадриле.
Картагињани су их очекивали и две флоте су се сукобиле крај јужне обале Сицилије крај рта Екном.
Картагињани су заузели као почетну позицију традиционалну дугу линију са два крила лагано унапред. Са центром је командовао Хамилкар. Са десним крилом је командовао Ханон Велики.

### Прва фаза
Суочавајући се са непријатељима, две предње римске ескадриле су кренуле према картагињанском центру. Адмирал Хамилкар изводи лажно повлачење, да би створио празнину између римских борбених и римских транспортних бродова. Следећи тај маневар оба картагињанска крила кренула су лево иза, заобилазећи две предње ескадриле и избегавајући опасне корвусе. Тиме су транспортни бродови били притерани уз обалу, а римска трећа ескадрила улази у битку, да би се суочила са опасношћу по транспортне бродове.

### Друга фаза
Римљани побеђују картагињански центар после дуге битке користећи корвусе. Картагињански центар бежи из битке. Онда се две римске ескадриле окрећу да помогну у бици у позадини. Прва ескадрила консула Вулса напада картагињанско лево крило, које је запретило уништењем римских транспортних бродова. Друга ескадрила конзула Регула придружује се трећој ескадрили у нападу на Ханонове бродове. Без помоћи остатка флоте, Картагињани су тешко поражени. Пола картагињанске флоте је или заробљено или потопљено.

## Посљедице
После битке Римљани се враћају на Сицилију да поправе бродове и да одморе посаде.
Убрзо после тога Римљани се под вођством Марка Атилија Регула искрцавају у Африци и почињу казнене акције на тлу Картагине.